# Batalla del Bajo Palacé
La Batalla del Bajo Palacé, que tuvo lugar el 28 de marzo de 1811 en el río Palacé, Totoró, Colombia, fue el primer enfrentamiento significativo en la lucha por la independencia de Colombia. Este enfrentamiento marcó un hito en la historia del país, ya que fue la primera victoria patriota sobre las fuerzas realistas.

## Antecedentes
La Revuelta del 20 de julio de 1810 también conocido como el grito de independencia dado en Santafé de Bogotá  y la creación de la Junta Suprema de Gobierno en esa ciudad, afectaron profundamente al gobernador español de la provincia de Popayán,  el coronel Miguel Tacón y Rosique.
El 11 de agosto de 1810 tuvo conocimiento Tacón de que la Junta Suprema de Gobierno se había dirigido a los cabildos de las ciudades de su provincia, informándolos de los hechos acaecidos en la capital e insinuándoles constituyeran sus respectivas juntas. El gobernador Tacón tomó la iniciativa de convocar un cabildo abierto en Popayán, con asistencia de los representantes de todas las poblaciones de la provincia para resolver lo que fuera más conveniente.
Mientras tanto, para mantener el orden, se constituyó una junta provisional de seguridad.
El gobernador Tacón, como hábil político que era, fomentó en Pasto la adhesión al régimen, mantuvo la obediencia al Consejo de Regencia y disolvió la Junta de Seguridad aprovechando la desunión que se presentaba entre los patriotas. Varias ciudades del Valle del Cauca, entusiasmadas por el doctor Joaquín Caicedo y Cuero, se confederaron y constituyeron en Cali una Junta de Gobierno cuyo presidente fue el mismo Caicedo. Tacón al tener conocimiento de este hecho, intimó la disolución de esta Junta y amenazó con la fuerza en caso de que no se cumpliera tal orden.
Las noticias llegadas a Cali sobre los preparativos bélicos que adelantaba el gobernador para disolver a la Junta de Gobierno que se había constituido, obligó a los patriotas del Valle a organizar su propio ejército. Los patriotas se apoderaron de 200 fusiles que venían de Panamá a Popayán en el puerto de Buenaventura y de las armas que había en el Valle.  El sacerdote Andrés Ordóñez, entusiasta patriota, organizó con los indios de la provincia de La Plata unas guerrillas que incorporó a las fuerzas formadas por el brigadier José Diaz, para atacar al gobernador Tacón en Popayán en combinación con las tropas del Valle. 
A pesar de estos esfuerzos la junta consideraba que estos recursos no eran suficientes y pidió auxilio a la Junta Suprema de Gobierno de Santa Fe. Esta solicitud fue acogida y sin pérdida de tiempo la junta designó al coronel Antonio Baraya, miembro de la Junta y comandante del batallón de infantería Guardias Nacionales, para que con el grado de coronel, comandara la columna de tropa que se enviaba en auxilio de las tropas del Valle.  El 15 de noviembre de 1810 partieron de la ciudad de Santafé rumbo a Cali el coronel Antonio Baraya con 150 tropas de infantería y 16 artilleros, todos con sus correspondientes pertrechos. Baraya decidió tomar el Camino del Quindio para llegar al sur, el 24 de noviembre llegó el ejército a Ibagué donde descansaron por un breve rato para luego reiniciar la marcha el 5 de diciembre donde llegaron a Cartago el 13 de diciembre para continuar el 20 y llegar a Cali el 26 de diciembre. Durante la marcha recibieron apoyos logísticos y alimentarios por parte de los patriotas en las diversas poblaciones por donde marcharon.
El 25 de marzo acamparon en el alto de Piendamó desde donde enviaron en la jornada siguiente a 190 hombres al mando de Atanasio Girardot como vanguardia para inspeccionar la ruta, pero Girardot desobedeció las órdenes de avanzar hasta el río Cofre y ocupó el puente sobre el río Palacé.

## Batalla
En la mañana del 27 de marzo Baraya despachó al comandante Ignacio Torres y al capitán Miguel Cabal con 30 jinetes a buscar a los auxiliares que les había enviado desde Neiva. En tanto esto, el gobernador de Popayán, Miguel Tacón y Rosique, Vizconde de Bayano, Marqués de la Unión de Cuba, teniente coronel del ejército real y capitán de marina, quien dirigía a las tropas realistas decidió atacar el puente de Palacé. Al día siguiente asaltó por la madrugada el lugar y forzó a Girardot a huir con sus tropas. Sin embargo, al mediodía llegaron Baraya y el grueso de las tropas patriotas junto a los refuerzos venidos desde Neiva. 
Al terminar el día el lugar estaba en manos de los independentistas mientras que Tacón escapaba con sus tropas a San Juan de Pasto, que se convertiría en el principal bastión realista del actual territorio colombiano.

## Consecuencias
El ejército patriota permaneció en el campo de batalla y el 29 salió a acampar muy cerca de Popayán en donde permaneció hasta el 2 de abril que hizo su entrada triunfal en dicha ciudad. Al año siguiente, el 28 de enero, Tacón será derrotado en Iscuandé cuando lance un ataque fluvial sobre Popayán con 3.000 patianos. Tras esto los vallecaucanos de las Ciudades Confederadas del Valle del Cauca, avanzaron contra Pasto, ocupándola, pero los locales se sublevaron y los derrotaron el 16 de enero de 1813. Ejecutando a sus líderes Joaquín de Cayzedo y Alejandro Macaulay. Esto permite a Juan Sámano ocupar el Valle del Cauca motivando la expedición de Nariño al sur.